# Chadi Cheikh Merai
Chadi Cheikh Merai (in arabo شادي مرعي‎?; Laodicea, 20 gennaio 1976) è un allenatore di calcio ed ex calciatore siriano.
È stato il primo calciatore siriano a giocare in un campionato professionistico italiano.
È noto anche con il solo nome di battesimo Chadi. Possiede il passaporto italiano dal 2003 e, terminata la carriera nel calcio, è diventato broker nel settore lapideo.

## Carriera

### Giocatore

#### Club
Centrocampista, inizia la propria carriera nelle giovanili del Tishrin, una delle squadre di Laodicea dove, all'età di 19 anni, fa il suo esordio nella massima serie del campionato siriano di calcio, che vince nel 1997.
Nel 1999 arriva in Italia. Dopo una prova di due mesi con l'Empoli, esordisce nel Campionato Nazionale Dilettanti con la maglia del San Gimignano. L'anno successivo passa al Poggibonsi, con cui prima vince il campionato di Serie D e poi gioca, nella stagione 2001-2002, per la prima volta nei campionati professionistici italiani.
Successivamente ha militato nel Grosseto (Serie C2), dove ha segnato nel 2002 una doppietta alla Florentia Viola che risolse l'incontro in favore dei maremmani, Montevarchi (Serie C2), Massese (Serie D, Serie C2 e Serie C1), SPAL (Serie C2), Lucchese (Serie D, Seconda Divisione e Prima Divisione) e Carrarese (Seconda Divisione), per poi chiudere la carriera a Pietrasanta in Eccellenza, nella Stagione 2011-2012.
A Lucca ha bissato l'esperienza della doppia promozione dal campionato di Serie D a quello della terza serie professionistica con la stessa maglia. A gennaio 2011 passa alla Carrarese in Lega Pro Seconda Divisione con cui ha conquistato, per la terza volta in carriera, la promozione al campionato di Serie C1/Prima Divisione scendendo in campo in 3 delle 4 gare finali degli spareggi play-off..
Nella stagione 2011-2012 torna a giocare tra i Dilettanti, nel campionato di Eccellenza, con la maglia del Pietrasanta Marina con cui ha deciso di chiudere la carriera prima di diventare allenatore.

#### Nazionale
Ha esordito in Nazionale con la rappresentativa Under-19 con cui ha disputato le fasi finali dell'edizione 1996 dell'AFC U-19 Championship, i campionati asiatici di calcio giovanile. Convocato in Under 21, è presente più volte nella Nazionale maggiore mentre giocava nel campionato siriano. Nel 2007 torna nuovamente tra i convocati, ma la breve durata della gestione di Antonio Cabrini nel ruolo di allenatore della Siria ha fatto sì che non giocasse alcuna partita ufficiale dopo l'esperienza degli anni '90.

### Allenatore
Nella stagione 2012-2013 diventa allenatore del Pietrasanta Marina nel Campionato di Eccellenza Toscana. Ipotizzato come un giocatore a disposizione nella rosa della squadra per rivestire un doppio ruolo tra panchina e campo, ha deciso di optare solo per la prima scelta.

## Palmarès

### Giocatore

#### Club

##### Competizioni nazionali
- Campionato siriano: 1

Tishrin: 1996-1997
- Supercoppa di Lega di Seconda Divisione: 1

Lucchese: 2010
- Campionato italiano di Serie C2/Seconda Divisione: 3

Massese: 2004-2005
Lucchese: 2009-2010
Carrarese: 2010-2011
- Scudetto Dilettanti: 1

Massese: 2003-2004
- Campionato Nazionale Dilettanti: 3

Poggibonsi: 2000-2001
Massese: 2003-2004
Lucchese: 2008-2009